# Ectatosticta
Ectatosticta es un género de arañas araneomorfas de la familia Hypochilidae. Se encuentra en China. 

## Lista de especies
Según The World Spider Catalog 11.5:
- Ectatosticta davidi (Simon, 1889) — China
- Ectatosticta deltshevi Platnick & Jäger, 2009 — China